# Campeonato Brasileiro Série A 2009
Campeonato Brasileiro Série A 2009 var Brasiliens högsta nationella fotbollsdivision 2009 och vanns av Flamengo.
| Plac. | Lag                 | S  | V  | O  | F  | GM | IM | MSK | Poäng |
| ----- | ------------------- | -- | -- | -- | -- | -- | -- | --- | ----- |
| 1º    | Flamengo            | 38 | 19 | 10 | 9  | 58 | 44 | +14 | 67    |
| 2º    | Internacional       | 38 | 19 | 8  | 11 | 65 | 44 | +21 | 65    |
| 3º    | São Paulo           | 38 | 18 | 11 | 9  | 57 | 42 | +15 | 65    |
| 4º    | Cruzeiro            | 38 | 18 | 8  | 12 | 58 | 53 | +5  | 62    |
| 5º    | Palmeiras           | 38 | 17 | 11 | 10 | 58 | 45 | +13 | 62    |
| 6º    | Avaí                | 38 | 15 | 12 | 11 | 61 | 52 | +9  | 57    |
| 7º    | Atlético Mineiro    | 38 | 16 | 8  | 14 | 55 | 56 | -1  | 56    |
| 8º    | Grêmio              | 38 | 15 | 10 | 13 | 67 | 46 | +21 | 55    |
| 9º    | Goiás               | 38 | 15 | 10 | 13 | 64 | 65 | -1  | 55    |
| 10º   | Corinthians[a]      | 38 | 14 | 10 | 14 | 50 | 54 | -4  | 52    |
| 11º   | Grêmio Barueri      | 38 | 12 | 13 | 13 | 59 | 52 | +7  | 49    |
| 12º   | Santos              | 38 | 12 | 13 | 13 | 58 | 58 | 0   | 49    |
| 13º   | Vitória             | 38 | 13 | 9  | 16 | 51 | 57 | -6  | 48    |
| 14º   | Atlético Paranaense | 38 | 13 | 9  | 16 | 42 | 49 | -7  | 48    |
| 15º   | Botafogo            | 38 | 11 | 14 | 13 | 52 | 58 | -6  | 47    |
| 16º   | Fluminense          | 38 | 11 | 13 | 14 | 49 | 56 | -7  | 46    |
| 17º   | Coritiba            | 38 | 12 | 9  | 17 | 48 | 60 | -12 | 45    |
| 18º   | Santo André         | 38 | 11 | 8  | 19 | 46 | 61 | -15 | 41    |
| 19º   | Náutico             | 38 | 10 | 8  | 20 | 48 | 71 | -23 | 38    |
| 20º   | Sport Recife        | 38 | 7  | 10 | 21 | 48 | 71 | -23 | 31    |

|  |                                                                  |
|  | Kvalificerade för gruppspelet av Copa Libertadores 2010.         |
|  | Kvalificerade för den första omgången av Copa Libertadores 2010. |
|  | Kvalificerade för Copa Sudamericana 2010.                        |
|  | Nedflyttade till Serie B 2010.                                   |

a.^ Kvalificerade som mästare av Copa do Brasil 2009.